# Argyrarcha
Argyrarcha är ett släkte av fjärilar. Argyrarcha ingår i familjen Crambidae.
Kladogram enligt Catalogue of Life:
| Argyrarcha | \| \| Argyrarcha ankarampotsyalis \| \| \| \| \| \| Argyrarcha margarita \| \| \| \| |
|            | \| \| Argyrarcha ankarampotsyalis \| \| \| \| \| \| Argyrarcha margarita \| \| \| \| |
|            | Argyrarcha ankarampotsyalis                                                          |
|            |                                                                                      |
|            | Argyrarcha margarita                                                                 |
|            |                                                                                      |